# Trachea gnostica
Trachea gnostica là một loài bướm đêm trong họ Noctuidae.